# Holt Gas-Electric Tank
Der Holt Gas-Electric Tank war ein Panzer, der von Holt Manufacturing Company in Zusammenarbeit mit General Electric gebaut wurde. Er war der erste Panzer, der in den Vereinigten Staaten gebaut wurde. Im Laufe des Jahres 1917 wurde ein erster Prototyp entwickelt, der im Frühjahr 1918 gebaut wurde.

## Fahrwerk und Motor
Das Kettenfahrwerk war eine verlängerte und modifizierte Version des Fahrwerks, das von den Holt-Traktoren benutzt wurde. Die Ketten wurden von zwei Elektromotoren angetrieben, deren Energie von einem Generator erzeugt wurde. Ähnlich dem Saint-Chamond wurde auch der Holt Gas-Electric Tank durch getrennte Elektromotoren betrieben und durch elektrische Widerstände gesteuert. Dadurch war zwar die Lenkung komfortabler als bei mechanischen Lenkungen, die Motoren konnten aber leichter überhitzen. Die Leistung der Motoren betrug 67 kW (90 PS) bei einer Höchstgeschwindigkeit von knapp 10 km/h. Die maximale Reichweite betrug 50 km.